# 尤清
尤清（1942年3月20日—），中華民國政治人物，民主進步黨籍，生於高雄市大樹區，曾任監察委員、立法委員、臺北縣縣長、中華民國駐德代表等職務。
1980年被選任為監察委員，是黨外運動參與者中首位取得該職位者，也是民進黨「建黨十人小組」的成員。

## 早年
尤清幼年就讀溪埔國小，每天早上走三、四公里路去上學，下午就牽牛羊去吃草。初中時就讀鳳山中學。初中畢業之後考入屏東農校後，他被測出辨視力色弱，因而喪失入學資格。後來他先進入新設的中山中學就讀，同年的同學有施明德；第二年才參加入學考試重回鳳山中學高中部，碰到許多個對他影響深遠的老師與同學。畢業之後考入政治大學法律系，大二就通過專門職業及技術人員考試高等考試（專技高考）律師檢覈考試，在恩師楊玉宏的引領下，大三就翻譯義大利思想家韋球的正義理論，接著又接觸德裔美籍教授傅利得曼、海德堡大學教授拉德布魯赫的自然法公義法學理論。大學畢業該年其父因心臟病突發而逝世。
在臺灣土地銀行董事長蕭錚提攜下，尤清進入土地銀行法制室工作，一方面通過專技高考律師考試，另一方面繼續跟隨恩師楊玉宏在文化大學法律研究所進修。其碩士論文為《近代社會變遷與法律變遷之研究》。三十歲考取德國學術交流總署（DAAD）獎學金，如願以償赴德國留學。曾赴海德堡大學攻讀法學博士學位，留學五年，1978年獲海德堡大學法學博士。

## 黨外運動
學成歸國後，加入中國比較法學會平民法律服務處，認識姚嘉文、林義雄兩人，並開始在《美麗島雜誌》發表文章。他的第一篇文章寫的是〈抵抗權論〉，文中堅定主張，對於掌握統治權力者的顯然非法行為，人民有權力拒絕服從、或運用暴力抵抗。不久後，《美麗島雜誌》的重要分子即遭到整肅性的逮捕。1979年12月10日，美麗島事件爆發，為張俊宏辯護。12月13日，與黃石城等人商討新辦雜誌，自己以《博觀》介紹國外政治理論，《深耕》則由黃石城籌備辦理，以本土文化、環保生態為主題。
1980年12月27日當選監察委員。1981年6月，《深耕》雜誌發行創刊號。該刊在出版五期後（月刊，至1981年11月）仍在虧損，使尤清與黃石城總計負債200萬元以上。

## 民進黨時期
1989年，尤清代表民主進步黨參選台北縣長選舉，以4,085票險勝中國國民黨提名的臺大政治系教授李錫錕。
而在1993年台北縣長選舉中，因為國民黨分裂出的新黨聲勢甚旺，尤清以六十餘萬票擊敗得四十餘萬票國民黨提名的三重市地方聞人蔡勝邦和得二十多萬票的新黨立法委員李勝峰。
1989年至1997年間，尤清任職臺北縣縣長。因遷移板橋車站造成今府中站商圈沒落，故1998年參選臺北縣立法委員落敗。2001年和2004年代表民進黨擔任全國不分區立法委員。
2006年，尤清有意參加臺北市市長選舉，在最後一刻前往民主進步黨台北市黨部登記時，遭台北市黨部以「所攜證件不符規定」為由拒絕，其后他支持謝長廷競選市長。
2007年尤清出任中華民國駐德國代表，9月9日抵柏林履行職務。著作有《監察院春秋》、《立法院風雲》、《尤清選集》、《尤清對話》、《你站在哪一邊》等書。
2010年4月9日，尤清登記參選民主進步黨第13屆黨主席選舉，尤清表示，民進黨近兩年來偏離民主機制，他身為創黨黨員必須挺身而出。2010年4月10日，尤清表示，歷任民進黨主席只有蔡英文不了解民進黨創黨精神、也不了解創黨時人民對民進黨的期待，現在卻與他爭論什麼是黨內民主，還透過民進黨發言人林右昌出面反駁他；林右昌有詩人的浪漫性格，但法政知識不足。2010年4月11日，民進黨十年政綱首場座談會，尤清批評，座談會不討論ECFA，卻討論人口老化；蔡英文是唯一沒有參選立功的民進黨主席，過去是國民黨技術官僚，民進黨執政後才「投靠」民進黨。
2010年5月23日，民進黨第13屆黨主席選舉，尤清獲總得票數8,406票，得票率9.71％，敗給尋求連任的蔡英文。這場選舉的電視政見發表會協商會議，蔡英文連續缺席三場，自稱受蔡英文指派代理出席的新潮流系劉進興強硬要求尤清接受蔡英文陣營開出的條件，引發尤清不滿。

## 選舉紀錄
| 年度 | 選舉屆數                     | 選舉區           | 所屬政黨   | 得票數    | 得票率 | 當選標記 | 備註 |
| ---- | ---------------------------- | ---------------- | ---------- | --------- | ------ | -------- | ---- |
| 1980 | 第一屆監察委員第二次增額選舉 | 台灣省選舉區     | 無黨籍     | 5         | 6.94%  |          |      |
| 1985 | 第十屆臺北縣縣長選舉         | 臺北縣           | 無黨籍     | 295,413   | 31.68% |          |      |
| 1986 | 第一屆立法委員第五次增額選舉 | 臺灣省第一選舉區 | 民主進步黨 | 159,374   | 13.91% |          |      |
| 1989 | 第十一屆台北縣縣長選舉       | 台北縣           | 民主進步黨 | 626,333   | 48.76% |          |      |
| 1993 | 第十二屆台北縣縣長選舉       | 台北縣           | 民主進步黨 | 613,236   | 46.38% |          |      |
| 1998 | 第四屆立法委員選舉           | 台北縣第一選舉區 | 民主進步黨 | 23,250    | 5.62%  |          |      |
| 2001 | 第五屆立法委員選舉           | 全國不分區選舉區 | 民主進步黨 | 3,447,740 | 33.4%  |          |      |
| 2004 | 第六屆立法委員選舉           | 全國不分區選舉區 | 民主進步黨 | 3,471,429 | 35.72% |          |      |

## 個人生活

### 家族背景
- 父親尤水得[9]，自耕農，曾經擔任高雄縣議員、中國土地改革協會高雄分會理事、臺灣省農會理事。
- 母親尤孫壘。
- 弟尤宏曾任立法委員。
- 妻曹子勤
- 子尤昭文，2018起任第一金控子公司第一金投信董事長。

## 外部連結
- 尤清 跨世紀新台灣 （页面存档备份，存于）

| 政府职务       | 政府职务                                                 | 政府职务      |
| -------------- | -------------------------------------------------------- | ------------- |
| 臺北縣政府     |                                                          |               |
| 前任： 林豐正  | 台北縣縣長 第十二、十三屆 1989年12月20日－1997年12月20日 | 繼任： 蘇貞昌 |
| 外交職務       |                                                          |               |
| 中華民國外交部 |                                                          |               |
| 前任： 謝志偉  | 駐德代表 第五任 2007年9月8日－2008年5月20日              | 繼任： 魏武煉 |